# غابرييله بوسانر
غابرييله باربرا ماريا بوسانر فون إيرنتال (بالألمانية: Gabriele Barbara Maria Possanner von Ehrenthal)، وتُعرف اختصارًا باسم غابرييله بوسانر (بالألمانية: Gabriele Possanner) ـ (بشت، الإمبراطورية النمساوية، 27 يناير 1860 ـ فيينا، 14 مارس 1940) هي أول امرأة عملت بالطب في النمسا.

## مولدها ونشأتها
ولدت بوسانر سنة 1860، وكان أبوها بنيامين بوسانر رجل قانون، تنقلت معه غابرييله في سنواتها العشرين الأولى في ست مدن بحكم تنقلاته الكثيرة، وفي أكتوبر 1880 عُين رئيس قسم بالخزانة الإمبراطورية في فيينا، لتستقر أسرته أخيرًا ـ ومنها غابرييله ـ في فيينا.

## عملها بالطب
بدأت غابرييله عملها الطبي في البوسنة والهرسك، حيث كانت النساء المسلمات يرفضن أن يوقع الكشف الطبي عليهن رجل. وقد حصلت غابرييله على شهادة الطب من جامعة زيورخ سنة 1894، غير أنه لم يصرح لها بالعمل في النمسا إلا بعض أن خاضت ـ للمرة الثانية ـ امتحانًا شفويًا أمام لجنة من أساتذة الطب في فيينا سنة 1897، وبذلك صارت أول امرأة تحصل على درجة علمية في الطب من جامعة فيينا. وقد ظلت غابرييله بعد ذلك الطبيبة الوحيدة في مستشفيات الإمبراطورية النمساوية المجرية حتى سنة 1903.

## وفاتها
توفيت بوسانر في شقتها بفيينا في 14 مارس 1940، ودُفنت بالمقبرة المركزية في فيينا.

## التكريم
كُرم اسم بوسانر بإطلاقه على معهد غابرييله بوسانر للأبحاث العابرة للتخصصات (بالألمانية: Gabriele Possanner Institut für interdisziplinäre Forschung)، الواقع في الحي الحادي والعشرين في فيينا، كما سميت باسمها جائزة غابرييله بوسانر الحكومية (بالألمانية: Gabriele-Possanner-Staatspreis)، التي تأسست سنة 1997، وتمنحها وزارة العلم والبحث الفيدرالية النمساوية للباحثات من النساء كل عامين.

## وصلات خارجية
- موقع معهد غابرييله بوسانر للأبحاث العابرة للتخصصات (بالألمانية)

```
(بالإنجليزية)
```